# Aquiles Serdán
Aquiles Serdán è una municipalità dello stato di Chihuahua, nel Messico settentrionale, il cui capoluogo è la località di Santa Eulalia.
Conta 10.688 abitanti (2010) e ha una estensione di 495,79 km².  	
Il nome del paese è dedicato a Aquiles Serdán, eroe della Rivoluzione messicana.